# گریستن

ایموجی گریه کردن

گِریستَن یکی از واکنش‌های رفتاری است. باید توجه شود که گریستن با تولید اشک متفاوت است. اشک واکنش چشم به یک محرک شیمیایی مانند بوی پیاز یا گاز اشک‌آور است و مواد شیمیایی موجود در اشک و گریه با هم تفاوت دارند؛ مانند اشکی که با دیدن یک فیلم غم‌انگیز پدید می‌آید از اشک حاصل از بوی پیاز، پروتئین بیشتری دارد.
گریه با جاری شدن اشک از چشمان و در بسیاری موارد با ناله و تغییر حالت دهان همراه است. گریه واکنش و نمود ایجاد وضعیتی احساسی است. بیشتر گریه در مواقعی که فرد غمگین است صورت می‌گیرد.
معمولاً گریه‌هایی که در اثر ناراحتی پدید می‌آیند حاصل این هستند که مغز یا فلسفه ذهن نمی‌تواند توجیه و توصیفی برای مشکل یا ناراحتیِ به وجود آمده پیدا کند و برای تخلیه احساسات گریه می‌کند. از این رو گریه‌یِ آدم هایی که مرتب گریه می‌کنند یا افسرده هستند، محصولِ این است که مغز آنقدر به بن‌بست و شکست برخورد کرده‌است که نمی‌تواند هیچ توجیهی برای مشکلات پیدا کند.
گریه، حالتی است که از برخورد انسان با یک سلسله واقعیت‌ها پدید می‌آید و ریشه در سوز دل و شکستن قلب یا شادی روزافزون دارد.

## در موجودات
اینکه آیا انسان تنها موجودی است که در واکنش به محرک‌های عاطفی گریه می‌کند موضوعی مورد بحث میان دانشمندان است. چارلز داروین در کتاب ابراز احساسات در انسان و حیوانات خود به گریه فیل‌های باغ وحش لندن در زمان احساس افسردگی اشاره می‌کند.

## در کودکان

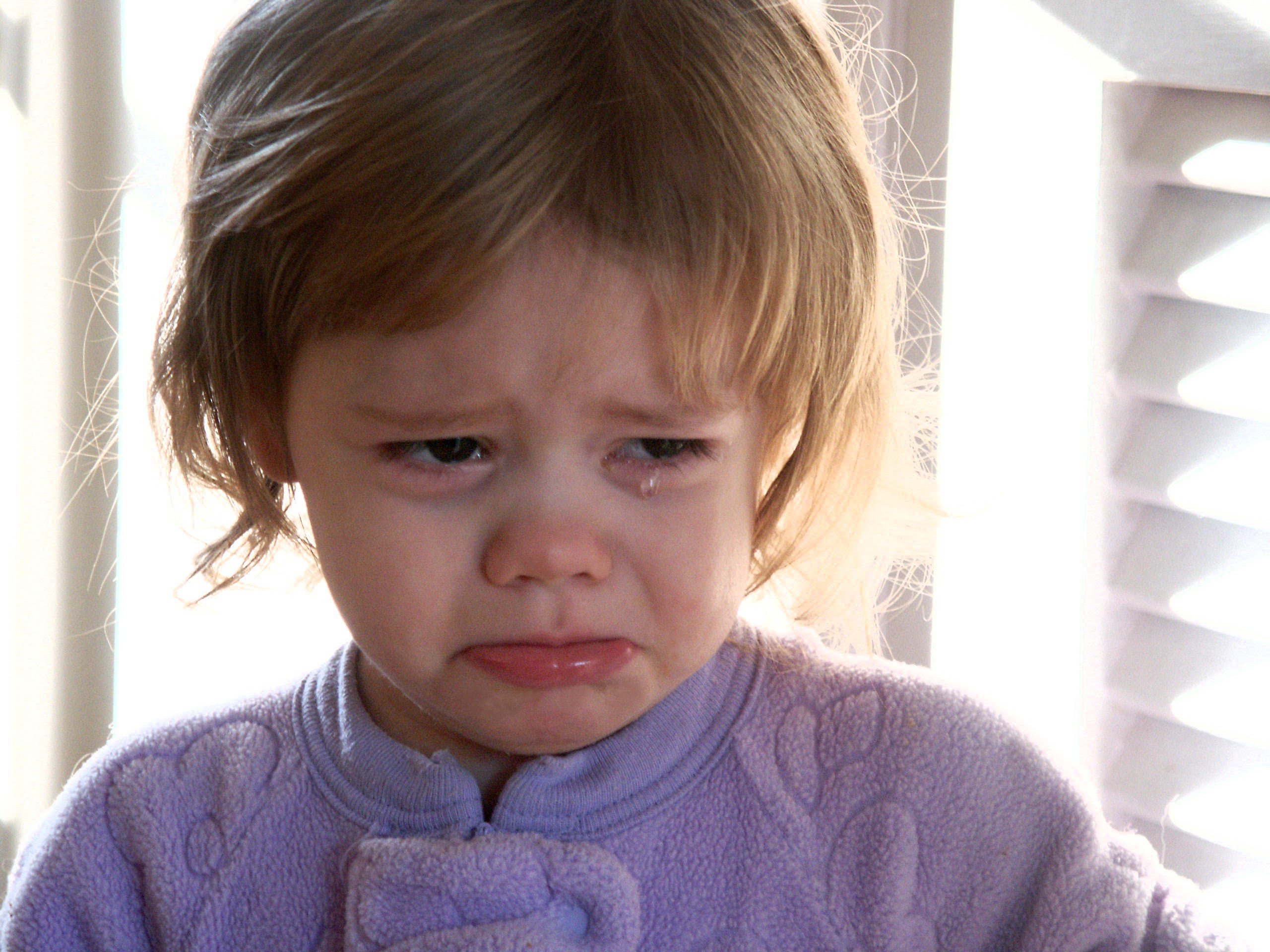
دختری گریان

در کودکان، گریه عاملی مهمی در رساندن پیام (مانند گرسنگی) مبنی بر درخواست رسیدگی از سوی والدین است.

## در بزرگسالان

زن گریان اثر پابلو پیکاسو

گریه افراد بزرگسالان، یک واکنش فیزیولوژیک پیچیده به محرک‌های عاطفی و احساسی است. در مورد علل گریه در بزرگسالان اختلاف نظر وجود دارد.

### نگره نخست
برخی عقیده دارند که نوع گریه بزرگسالان تفاوتی با کودکان ندارد و تنها، عاملی برای جلب توجه و درخواست حمایت و کمک از اطرافیان در زمانی باشد که واقعاً به آن نیاز دارد. به عبارت دیگر وقتی نمی‌توانیم به بهترین شکل عواطف و احساسات درونی خود را ابراز کنیم گریه کاربرد اجتماعی خوبی دارد. با اینکه این نگره علت برخی از اشکال گریه را بیان می‌کند اما ایراد وارده به آن، این است که افراد بزرگسال، بیشتر در تنهایی کامل گریه می‌کنند و موضوع را با اطرافیان بیان نمی کنند

### نگره دوم
بر اساس نگره دیگر، گریه شیوه‌ای برای «ارزیابی ثانویه» است؛ یعنی فرد با گریه، می‌تواند مقدار بی‌قراری و پریشانی خود را اندازه‌گیری و احساسات خود را درک کرده و بشناسد.

### نگره سوم
نگره سوم بر این اساس است که گریه راهی برای رهایی از تنش‌های روانی، رفع غم و رسیدن به آرامش است. بنابر دو پژوهش در سال‌های ۱۹۸۶ و ۲۰۰۸، گریه به کاهش تنش‌های روانی کمک می‌کند. البته اگر فردی سعی در سرکوب یا پنهان کردن گریه خود داشته باشد (مثلاً از گریستن جلوی بقیه خجالت بکشد) پس از گریه، احساس آرامش کمتری خواهد داشت.
در نتیجه، مفهوم کلمه «یک گریه سیر» بی‌فایده نیست اما برای داشتن تأثیر مثبت واقعی، فرد باید از حمایت اجتماعی لازم نیز برخوردار باشد. این پژوهش‌ها نتیجه می‌گیرند که بزرگسالان نیز مانند کودکان با هدف کمک گرفتن از دوستان و آشنایان گریه می‌کنند.

## فواید پزشکی

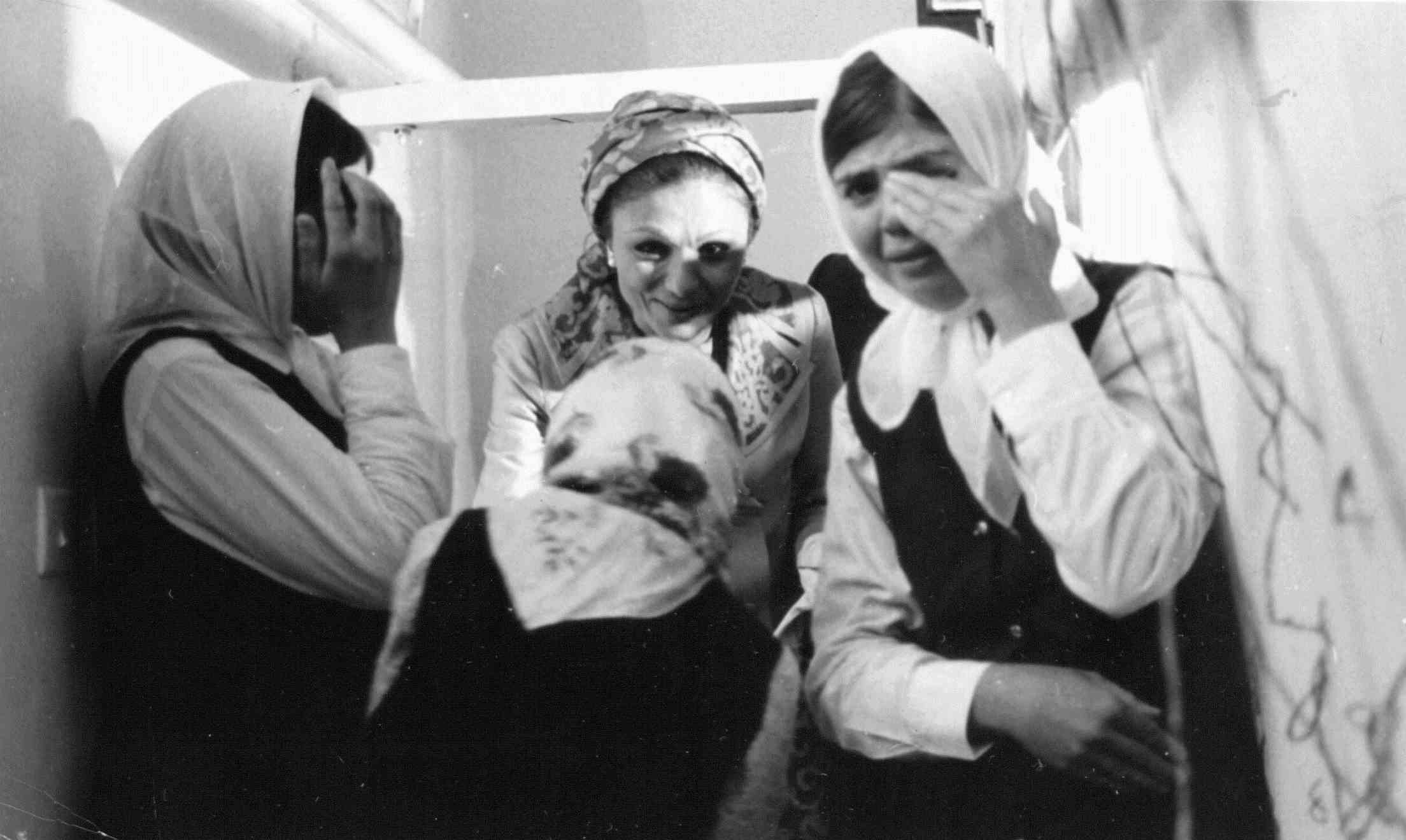
ف‍رح‌ پ‍ه‍ل‍وی‌ در ح‍ال‌ ص‍ح‍ب‍ت‌ ب‍ا ی‍ک‍ی‌ از دخ‍ت‍ران‌ پ‍رورش‍گ‍اه‌ ب‍ی‍رج‍ن‍د اس‍ت‌. دو ت‍ن‌ از دخ‍ت‍ران درح‍ال‌ گ‍ری‍ه‌ک‍ردن‌ ه‍س‍ت‍ن‍د.

از فواید پزشکی گریه می‌توان به دفع سموم بدن مانند کاتکول آمین و ایجاد تعادل شیمیایی و بازشدن دید و شستشوی سطح چشم اشاره کرد. و به عنوان مکانیزم دفاعی مقابل جرم‌ها و باکتری‌ها عمل می‌کند.

## گریه در عرفان و شعر
مولوی می‌گوید:
تا نگرید ابر کی روید چمن
تا نگرید طفل کی جوشد لبن
در جایی دیگر:
گر نگرید کودک حلوافروش
بحر رحمت در نمی اید به جوش